# Paweł Kowal
Paweł Robert Kowal (Rzeszów; 22 de Julho de 1975 — ) é um político da Polónia. Ele foi eleito para a Sejm em 25 de Setembro de 2005 com 12625 votos em 12 no distrito de Chrzanów, candidato pelas listas do partido Prawo i Sprawiedliwość.